# Teruaki Kobayashi
Teruaki Kobayashi (jap. 小林 久晃 Kobayashi Teruaki; ur. 20 czerwca 1979) – japoński piłkarz występujący na pozycji obrońcy.

## Kariera klubowa
Od 2002 do 2016 roku występował w klubach JEF United Ichihara, Montedio Yamagata, Vissel Kobe, Ventforet Kofu i Sagan Tosu.